# Antibes
Antibes es una localidad y comuna francesa (municipio) situada en el departamento de Alpes Marítimos, en la región Provenza-Alpes-Costa Azul.
También se utiliza la denominación Antibes Juan-les-Pins incluso en textos oficiales.
Juan-les-Pins es una zona turística que pertenece a esta localidad.
En idioma occitano se denomina Antíbol según la norma clásica o Antibo en la norma mistraliana.

## Historia

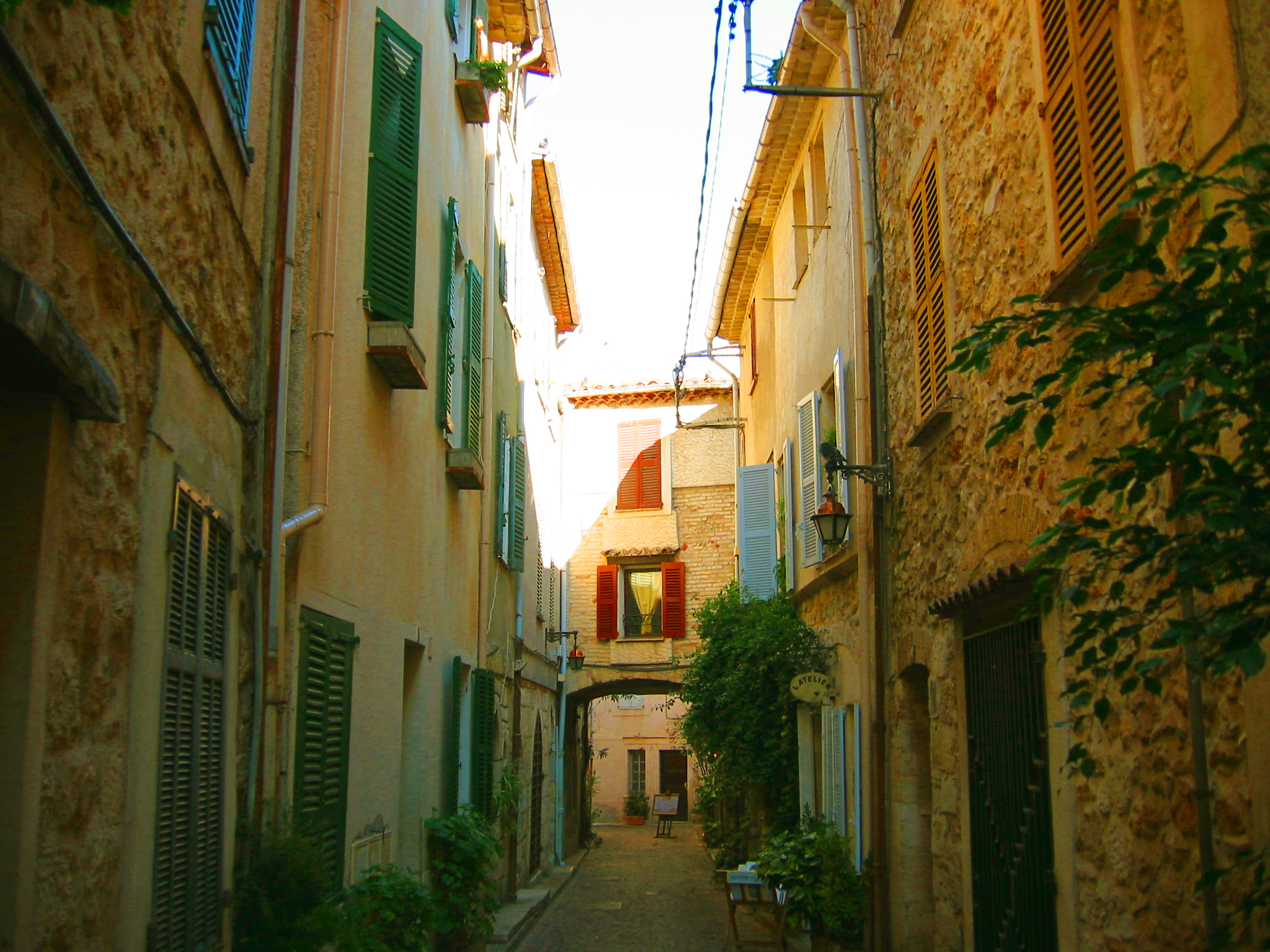
Calle de Antibes.

Llamada inicialmente Antípolis, fue un establecimiento comercial helénico fundado por focenses procedentes de Marsella. Después sería ciudad romana y de 1384 a 1608, feudo de la familia Grimaldi. Pasó al Reino de Francia el 10 de diciembre de 1481 a la muerte de Carlos V de Maine, conde de Provenza. Fue saqueada por las tropas imperiales dirigidas por Andrea Doria en 1536 y asediada infructuosamente por austriacos, sardos y británicos entre el 5 de diciembre de 1746 y el 1 de febrero de 1747 durante la guerra de sucesión austríaca.

## Demografía
| 4 135 | 5 270 | 4 792 | 5 095 | 5 615 | 5 939 | 5 976 | 6 163 | 6 657 | 6 829 | 6 064 | 6 843 | 6 752 | 5 923 | 6 461 | 7 401 | 9 329 | 10 947 | 11 753 | 12 198 | 12 768 | 20 456 | 26 071 | 25 014 | 23 574 | 27 064 | 35 439 | 47 547 | 55 960 | 62 859 | 70 005 | 72 412 | 75 770 | 75 568 | 72 999 |
| Para los censos de 1962 a 1999 la población legal corresponde a la población sin duplicidades (Fuente: INSEE [Consultar]) |       |       |       |       |       |       |       |       |       |       |       |       |       |       |       |       |        |        |        |        |        |        |        |        |        |        |        |        |        |        |        |        |        |        |